# Gabonia bicaveata
Gabonia bicaveata es una especie de insecto coleóptero de la familia Chrysomelidae. Fue descrita en 1997 por Scherer & Boppre.